# ヤス (音楽)
ヤス（Yass、jass）は、1980年代後半に始まったポーランドにおけるアヴァンギャルド・ジャズの音楽スタイルで、ジャズ、即興音楽、パンク・ロック、フォークをミックスしたものである。このスタイルは、トリシティやブィドゴシュチュといった地方のアヴァンギャルド・ジャズ・ミュージシャンたちによって始められた。そこでは、ジャズ・クラブ「Mózg」が、ヤスのパフォーマーの非公式な「ホーム・グラウンド」となり、独自のレーベルが多数のヤス作品をリリースした。
ヤスという用語は、新しいスタイルの斬新さを強調したいと考えていた、ベーシストでギタリストのティモン・ティマンスキ (Tymon Tymański)、クラリネット奏者のマッツォル (Mazzoll)、ギタリストのトマシュ・グウィンチンスキ (Tomasz Gwinciński)によって造語された。最初のヤスのアルバムは、Trytonyの『Tańce bydgoskie』であると一般に考えられている。
ジャンルを横断することも多いが、ヤスの音楽は、頻繁に不整脈となる高度に即興的なスタイルのジャズとして広く説明することができる。ヤスにとって最も重要な時期は1990年代で、Miłość、Łoskot、Trytony、Mazzoll、Arhythmic Perfectionなど、多くの活発なグループが演奏し、アルバムをリリースしていた。ヤスという音楽シーンの概要は、コンピレーション・アルバム『Cały ten Yass!』に収められており、ジャンルの全盛期の直後にジャズ・フォーラム誌からリリースされた。